# День независимости Туркменистана
День независимости Туркменистана (туркм. Garaşsyzlyk baýramy) — главный национальный праздник Туркменистана. Дата отмечается в Туркменистане ежегодно 27 октября (с 2018 года — с 27 сентября).

## История и празднование

Монумент Независимости Туркменистана

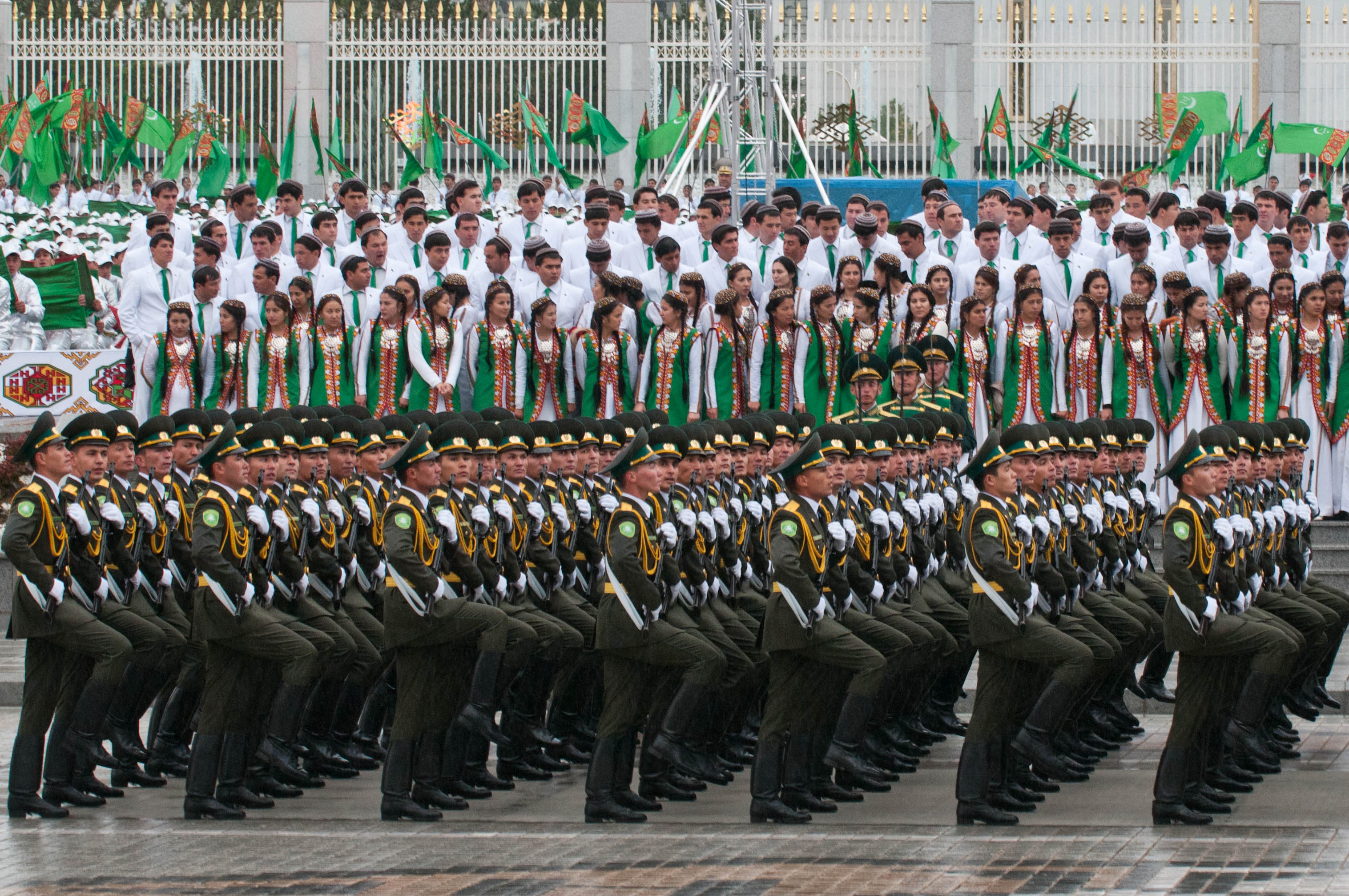
Празднование Дня независимости в 2011 году

Дата для проведения «Дня независимости Туркменистана» была выбрана не случайно.
27 октября 1991 года Верховный Совет Туркменской Советской Социалистической Республики принял закон «О независимости и основах государственного устройства Туркменистана». После распада СССР Туркменская Советская Социалистическая Республика стала одной из последних союзных республик на постсоветском пространстве, провозгласившей свой государственный суверенитет.
В «День независимости Туркменистана» по всей центральноазиатской республике проходят массовые народные гуляния. В преддверии праздника награждаются выдающиеся граждане Туркменистана — деятели культуры, искусства, спорта, политики. Нередко объявляются «праздничные амнистии» людям, единожды преступившим закон (в основном, по неумышленным и нетяжким преступлениям, а также женщинам и несовершеннолетним осуждённым). На центральной площади Ашхабада проводится военный парад.
Во многих населённых пунктах страны проводятся праздничные мероприятия и концерты. Также традиционными стали салюты и фейерверки в честь обретения независимости.
В 2018 году по неизвестным причинам День независимости был перенесён на месяц назад — на 27 сентября.
К 30-летию независимости в 2021 году по всей стране было высажено 30 миллионов деревьев.
27 сентября является в Туркменистане праздничным нерабочим днём.